# Association de la presse philatélique francophone
L’Association de la presse philatélique francophone (APPF) est un syndicat philatélique représentant les auteurs (journalistes, chroniqueurs, rédacteurs amateurs, etc.) et les éditeurs de revues et magazines, qu'ils soient professionnels ou associatifs.
L’APPF est issue de la fusion le 2 mars 1994 de deux associations françaises à l'origine :
- l’Association des journalistes de la presse écrite francophone, anciennement Syndicat de la presse philatélique française,
- et de l’Association de la presse philatélique, anciennement Association des chroniqueurs philatéliques de la presse française.

Les membres sont organisés en quatre collèges : les éditeurs de magazines nationaux, les responsables de revues associatives, les journalistes philatéliques titulaires d'une carte de presse, et les autres auteurs. Les présidents de ces collèges sont vice-présidents de l'APPF et siègent à son conseil d'administration. L'objectif est que l'ensemble de ces groupes d'intérêts soit représenté.
L’APPF est membre en France de l’Association pour le développement de la philatélie. Elle dispose d'un représentant à la Commission des programmes annuels d'émission des timbres-poste et est membre de la commission d'aide à l'édition pour en faire bénéficier les publications philatéliques.
Son bulletin de liaison à destination des membres s'appelle Regards philatéliques.